# Đại phi
Đại phi là danh hiệu của nữ hoàng tộc trong vùng văn hóa chữ Hán, bán đảo Triều Tiên và Nhật Bản đều có sử dụng danh hiệu đại phi. Giai đoạn đầu của nhà Thanh Trung Quốc là nhà Hậu Kim cũng sử dụng danh hiệu đại phi này, nhưng thực tế thân phận không giống nhau.

## Trung Quốc
Hậu Kim từ thời Nỗ Nhĩ Cáp Xích đến thời Hoàng Thái Cực, chế độ hôn nhân quý tộc phát triển từ chế độ một chồng nhiều vợ nhiều thiếp đến một chồng một vợ nhiều thiếp. Theo "Mãn văn lão đương", thê thiếp và tỳ thiếp của Nỗ Nhĩ Cáp Xích có nhiều loại xưng hô, vợ xưng là phúc tấn hoặc chúng phúc tấn, trên chúng phúc tấn là đại phúc tấn. Trong "Mãn văn lão đương" quả thực có xưng hô đại phúc tấn là Nỗ Nhĩ Cáp Xích đại phúc tấn A Ba Hợi và Hoàng Thái Cực đại phúc tấn Triết Triết. Khi người đời sau biên soạn  "Thanh sử cảo – Hậu phi truyện", coi bốn trong số các phúc tấn của Nỗ Nhĩ Cáp Xích là vợ cả, phân biệt xưng là nguyên phi Đồng Giai thị, kế phi Phú Sát thị, kế phi Diệp Hách Na Lạp thị, đại phi A Ba Hợi. Đại phi A Ba Hợi tức đại phúc tấn A Ba Hợi. Thời kỳ đầu Hoàng Thái Cực lên ngôi tiếp tục sử dụng danh hiệu đại phúc tấn, sau khi xưng đế tham chiếu chế độ nhà Minh, đổi danh hiệu chính thất của quân chủ từ đại phúc tấn thành quốc quân chủ phúc tấn, đại phúc tấn giáng xuống một bậc.
Chính thất của bối lặc thì xưng là quốc đại phi, ví dụ vợ của bối lặc Khoa Nhĩ Thấm Mông Cổ Mãng Cổ Tư, mẹ của Hiếu Đoan Văn hoàng hậu được xưng là Khoa Nhĩ Thấm quốc đại phi (Khoa Nhĩ Thấm đại phi), mẹ của Hiếu Trang Văn hoàng hậu tương ứng được xưng là Khoa Nhĩ Thấm thứ phi.

## Triều Tiên

### Tân La
Danh hiệu đại phi lần đầu tiên xuất hiện ở Tân La là danh hiệu nhà Đường sắc phong mẹ đẻ của quốc vương Tân La, mà quốc vương thì tôn mẹ đẻ làm thái hậu (vương thái hậu). Ví dụ, vương phi của Cảnh Đức vương, mẹ của Huệ Cung vương là Mãn Nguyệt phu nhân, lần lượt được con trai và hoàng đế Đại Tông nhà Đường phong là thái hậu và đại phi .

### Vương triều Cao Ly
Thời Cao Ly đại phi chia làm vương đại phi và quốc đại phi. Trong đó tư cách sắc phong vương đại phi không cố định. Mẹ của Trinh Nguyên vương hậu, tần ngự của Cao Ly Thành Tông là Huyền Đức cung chủ Kim thị được tôn làm vương đại phi . Trắc phi của Cung Mẫn vương là Định phi An thị khi quyền thần Lý Thành Quế ép cháu của Cung Mẫn vương tức Xương vương thoái vị, vẫn kiên trì lập tôn thất Vương Dao là vương, không tặng quốc gia cho họ khác, kéo dài ngai vàng Cao Ly. Lý Thành Quế và đại thần bàn bạc rồi đề xuất với Vương Dao tôn Định phi làm vương đại phi, sau đó bà lấy thân phận không phải mẹ đẻ quốc vương cũng không phải chính thất được tôn làm vương đại phi. Ngoài ra Cao Ly Thái Tổ có một con gái phong Thuận An vương đại phi, do tư liệu lịch sử không đủ, nguyên nhân phong vương đại phi không rõ. Mà mẹ Vương Dao là Vương thị thì lấy thân phận mẹ đẻ quốc vương được tôn làm quốc đại phi.

### Vương triều Triều Tiên
Thời vương triều Triều Tiên, tôn hiệu của vương phi của quốc vương tiền nhiệm là vương đại phi, vương phi của quốc vương tiền tiền nhiệm thì xưng là đại vương đại phi. Khi ba vị vương phi tiền nhiệm cùng tồn tại, vương phi của quốc vương tiền nhiệm xưng là đại phi, vương phi của quốc vương tiền tiền nhiệm xưng là vương đại phi, vương phi của quốc vương tiền tiền tiền nhiệm xưng là đại vương đại phi.
Lưu ý là lễ pháp Triều Tiên không giới hạn vai vế, quốc vương tiền nhiệm cho dù là đời ông, cùng đời hay đời cháu thì quả phụ đều phong vương đại phi.
Ví dụ không phải mẹ đẻ hoặc mẹ do thừa tự tấn phong vương đại phi hoặc đại phi gồm:
- Định Tông Định An vương hậu, em chồng vương thế tử Thái Tông kế vị, tôn chị dâu làm vương đại phi
- Đoan Tông Định Thuận vương hậu, chú Thủ Dương đại quân Thế Tổ đoạt vị, tôn cháu dâu làm vương đại phi
- Duệ Tông An Thuận vương hậu, cháu trai Giả Sơn quân Thành Tông kế vị, tôn thím làm vương đại phi
- Nhân Tông Nhân Thánh vương hậu, em chồng Khánh Nguyên đại quân kế vị, tôn chị dâu làm vương đại phi
- Cảnh Tông Tuyên Ý vương hậu, em chồng vương thế đệ Anh Tổ kế vị, tôn chị dâu làm vương đại phi
- Anh Tổ Trinh Thuần vương hậu, cháu thứ vương thế tôn Chính Tổ kế vị, tôn bà nội đích làm vương đại phi (vì Chính Tổ lấy danh nghĩa con thừa tự của bác trai Chân Tông kế vị, mẹ do thừa tự (thực chất là bác gái) Hiếu Thuần vương hậu đã qua đời, vì vậy không có tình huống cần tấn phong vương đại phi)
- Thuần Tổ Thuần Nguyên vương hậu, Thuần Tổ từ trần, vương thế tôn Hiến Tông kế vị, tôn bà nội làm vương đại phi (nhưng tình huống này chỉ do thế tôn truy phong cha đã mất Hiếu Minh thế tử làm vương, vì vai vế của cha trở thành quốc vương tiền nhiệm, nên tôn mẹ Hiếu Minh thế tử tần làm vương đại phi, bà nội thì tiến tôn đại vương đại phi)
- Văn Tổ Thần Trinh vương hậu, Đức Hoàn Quân của chi bên (Triết Tông) kế thừa ngôi vị của cha chồng Thuần Tổ, tuy là chị dâu, nhưng dựa vào thân phận chính phối của quốc vương tiền tiền nhiệm phong vương đại phi (vì Thuần Nguyên vương hậu còn sống, nên phong vương đại phi mà không phải là đại vương đại phi)
- Hiến Tông Hiếu Định vương hậu, Đức Hoàn quân của chi bên (Triết Tông) kế thừa ngôi vị của ông nội chồng Thuần Tổ, tuy là cháu dâu, nhưng dựa vào thân phận chính phối của quốc vương tiền nhiệm phong đại phi (vì Thuần Nguyên vương hậu, Thần Trinh vương hậu còn sống, nên phong đại phi mà không phải là vương đại phi); về sau Dực Thành quân của chi bên (Cao Tông) kế thừa ngôi vị của cha chồng Văn Tổ, tuy là chị dâu do thừa tự, nhưng dựa vào thân phận chính phối của quốc vương tiền tiền nhiệm tôn vương đại phi (vì Thần Trinh vương hậu còn sống, mà không phải là tôn đại vương đại phi)
- Triết Tông Triết Nhân vương hậu, Dực Thành quân của chi bên (Cao Tông) kế thừa ngôi vị anh thừa tự của chồng Văn Tổ, tuy là thím do thừa tự, nhưng dựa vào thân phận chính phối của quốc vương tiền nhiệm tôn đại phi (vì Thần Trinh vương hậu, Hiếu Định vương hậu còn sống, mà không phải là tôn vương đại phi)

## Nhật Bản
Đại phi của Nhật Bản là xưng hô chính thất của thân vương và vương tiền nhiệm, ví dụ người thừa kế là con thân vương, đại phi sẽ là mẹ cả của thân vương tân nhiệm. Thân vương phi sau khi chồng mất đổi danh xưng thành thân vương đại phi, vương phi sau khi chồng mất đổi danh xưng thành vương đại phi. Sau khi áp dụng chế độ Cung gia, sau khi thân vương tiền nhiệm mất, người thừa kế nếu kế thừa cung hiệu, thân vương phi tiền nhiệm có thể xưng là "XX cung đại phi". Ví dụ, thân vương phi Shimazu Tomiko của thân vương Bắc Bạch Xuyên cung Yoshihisa sau khi chồng mất được xưng là "Bắc Bạch Xuyên cung Yoshihisa thân vương đại phi" hoặc "Bắc Bạch Xuyên cung đại phi".